# Ménil-Hubert-sur-Orne
Ménil-Hubert-sur-Orne ist eine französische Gemeinde mit 487 Einwohnern (Stand 1. Januar 2022) im Département Orne in der Region Normandie.

## Geografie
Die Gemeinde besteht aus den zwei Dörfern Ménil-Hubert und Rouvrou. Sie liegt an den drei Flüssen Orne, Rouvre und Noireau. Ménil-Hubert-sur-Orne liegt im Herzen der Normannischen Schweiz.

## Kultur und Sehenswürdigkeiten
Die Kanzel der Kirche Saint-Martin stammt aus einer Abteikirche nahe Rouen. 1968 wurde sie als Monument historique klassifiziert. Die Kirche von Rouvrou wurde bereits 1150 zerstört.

## Wirtschaft und Infrastruktur
Besonders der Ortsteil Rouvrou ist stark vom Tourismus geprägt. Der Fluss Rouvre ist bei Wildwasserfahrern sehr beliebt.

## Bevölkerungsentwicklung
| Jahr      | 1962 | 1968 | 1975 | 1982 | 1990 | 1999 | 2008 | 2019 |
| Einwohner | 542  | 473  | 392  | 380  | 388  | 360  | 394  | 484  |